# Жулцино
Жулцино (пол. Żółcino, нім. Soltin) — село в Польщі, у гміні Камень-Поморський Каменського повіту Західнопоморського воєводства.
Населення — 114 осіб (2011).
У 1975-1998 роках село належало до Щецинського воєводства.

## Демографія
Демографічна структура станом на 31 березня 2011 року:
|          | Загалом | Допрацездатний вік | Працездатний вік | Постпрацездатний вік |
| -------- | ------- | ------------------ | ---------------- | -------------------- |
| Чоловіки | 57      | 14                 | 38               | 5                    |
| Жінки    | 57      | 19                 | 30               | 8                    |
| Разом    | 114     | 33                 | 68               | 13                   |